# Lerkaka
Lerkaka ist ein Dorf auf der Ostseite der schwedischen Ostseeinsel Öland.

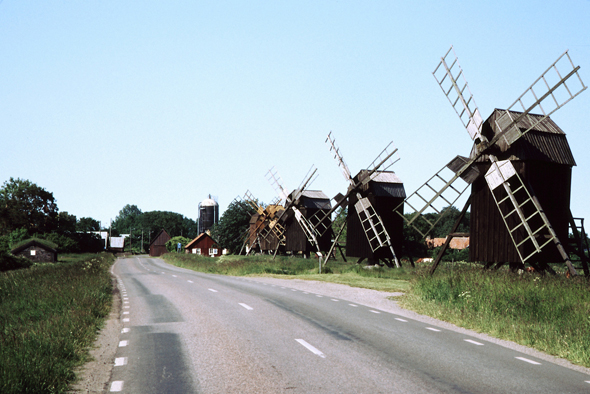
Südlicher Ortseingang von Lerkaka

Das zur Gemeinde Borgholm der Provinz Kalmar län gehörende Dorf besitzt seit 2015 den Status eines Småort, als seine Einwohnerzahl auf über 50 gestiegen war. Der Ort erstreckt sich in Nord-Süd-Richtung in offener Bauweise entlang der östlichen Küstenstraße der Insel.
Bekannt ist Lerkaka durch mehrere kulturhistorisch und touristisch bedeutsamen Bauten. Am südlichen Ortsausgang befinden sich die Mühlen von Lerkaka, eines der Wahrzeichen Ölands. Mit der Linbasta von Lerkaka besteht eine historische Flachsdarre, die an den in der Vergangenheit bedeutsamen Erwerbszweig der Leinenweberei erinnert. Im Ort steht ein Runenstein.